# Manumisión
En la antigua Roma, se llamaba manumisión al proceso de liberar a un esclavo, con lo que se convertía en un liberto. Fue una práctica común en Roma y en sus dominios a lo largo de su historia. Un esclavo, por afecto, favores prestados, méritos, cualidades personales, buena voluntad del propietario, podía convertirse en liberto e incluso ser aceptado e incorporado a la alta sociedad romana, como es caso de algunos libertos imperiales, que por el sistema de promoción social, así como por su excepcional riqueza o experiencia, alcanzaron la cima de la escala social llegando a desempeñar cargos políticos gracias al apoyo de la aristocracia romana. Pero lo más habitual era que se les siguiera viendo como siervos, no permitiéndoles olvidar su pasado, y la mayor parte de los libertos simplemente subieron un peldaño en la estratificación social romana, pasando a formar parte de la plebe y con ello la necesidad de ganarse la vida con su trabajo, por lo que muchos de ellos siguieron trabajando para sus anteriores propietarios, ahora patronos.

## Tipos
En Roma existían dos formas de otorgar la manumisión: una solemne (civil), por la cual el esclavo manumitido pasaba a ser considerado libre y con calidad de ciudadano romano, y la segunda, no solemne (pretoria), en la que el esclavo era liberado, pero no se le otorgaba la ciudadanía romana sino que quedaba en condición de ciudadano latino (latini iuniani), esto obligaba al liberado latino a traspasar todos sus bienes a su antiguo dueño al momento de su muerte.

### Civil
- Per censum (por censo): Si el dueño del esclavo lo inscribe en algún censo realizado por el magistrado correspondiente, el esclavo pasa a ser libre desde la entrada en vigencia del censo.
- Per vindicta (por juicio): En su origen fue un acto real en el que se pronunciaba una vindicatio, es decir, una afirmación de fuerza solemne in iure (ante el magistrado) reafirmada por el gesto del lictor al imponer la festuca (una varita) sobre el hombro del esclavo que ha de ser manumitido, mientras su amo permanecía en silencio. En sí, se trata de un juicio simulado en el cual el dueño del esclavo (dominus) se presenta ante algún magistrado y declara su deseo de hacerlo libre; este pasa a ser hombre libre desde el momento de la sentencia.
- In sacrosanta ecclesia (en la iglesia) : Se produce si, en la iglesia, el dueño toma como testigo al obispo para dar libertad al esclavo. También se considera el otorgarle la libertad al esclavo frente a los feligreses.
- Per testamentum (por testamento): Cuando el dueño del esclavo transcribe sus bienes en su testamento y declara al esclavo hombre libre, este queda en libertad al momento de la muerte de su dueño.

### Pretoria
- Inter Amicos (entre amigos): El dueño declara libre al esclavo en presencia de cinco testigos.
- Per Epistolam (por carta): El dominus le escribía una carta al esclavo otorgándole la libertad. Justiniano exigió, además, cinco testigos que firmaran o dieran fe del contenido de la carta.
- Per Mensam (en la mesa): Cuando el esclavo es invitado a comer a la mesa del dominus.

Justiniano dispuso que también fuera libre el esclavo a quien su dominus diese el nombre de "hijo" en forma pública, aun cuando por esto, no adquiría los derechos de tal. Cabe destacar que las manumisiones no solemnes no tenían carácter jurídico vinculante, por lo que en cualquier momento se podía retomar la propiedad del esclavo.